# Folkert Kiepe
Folkert Kiepe (* 7. Mai 1947 in Oberhausen/Rheinland) ist ein deutscher Jurist und Verwaltungsfachmann, der von 1985 bis 2012 beim Deutschen Städtetag in der Stadtentwicklung und Verkehrspolitik wirkte, von 1991 bis 2012 als verantwortlicher Beigeordneter.

## Leben
Nach Abitur in Oberhausen, Offiziersausbildung in Hamburg und Bankvolontariat begann Kiepe 1969 das Studium der Politik- und Rechtswissenschaften an den Universitäten Köln und Bonn, engagierte sich 1970–1972 in der Hochschulpolitik u. a. 1971 als Bundesgeschäftsführer des Sozialdemokratischen Hochschulbundes und trat der SPD bei. Sein Studium schloss er in Freiburg mit dem Ersten juristischen Staatsexamen 1975 ab, die Referendarausbildung beendete er Anfang 1978 mit dem Zweiten juristischen Staatsexamen am Landesjustizprüfungsamt in NRW.
Nach kurzer Tätigkeit als Rechtsanwalt in Köln trat er im Herbst 1978 als Verwaltungsjurist in den Dienst der Stadt Köln. Dort war er zunächst im Rechtsdezernat vor allem für öffentliches und privates Baurecht sowie öffentliches Sachenrecht zuständig, dann Referent beim Oberstadtdirektor und anschließend als Dezernatsjurist beim Beigeordneten für Stadtentwicklung, Umweltschutz und Wirtschaft für alle rechtlichen Angelegenheiten der Ämter dieses Dezernats sowie die Regionalplanung verantwortlich.
Im März 1985 wechselte Kiepe zum Deutschen Städtetag in das Referat Verkehr, Hoch- und Tiefbau. Anfang 1991 wurde er vom – inzwischen gesamtdeutschen – Hauptausschuss des Deutschen Städtetages (unter der Präsidentschaft der Oberbürgermeister Manfred Rommel und Herbert Schmalstieg) zum Beigeordneten gewählt und Leiter des Dezernats Stadtentwicklung, Bauen, Wohnen und Verkehr. Von Mai 2004 bis September 2006 übernahm er zusätzlich den Bereich Kultur und von März bis Oktober 2011 vertretungsweise auch das Dezernat Umwelt und Wirtschaft. Nach zweimaliger Wiederwahl schied er mit Erreichen der Altersgrenze im Sommer 2012 aus dem Dienst des Städtetages. Seit Juli 2012 arbeitet er als Rechtsanwalt und Partner of Counsel in der Kanzlei Becker Büttner Held in Köln mit den Schwerpunkten Stadtentwicklung, Baurecht, Verkehrsplanungsrecht sowie der Finanzierung von Städtebau- und Verkehrsinfrastrukturprojekten.

## Engagement
In seiner kommunalen Praxis hat sich Kiepe intensiv mit den Themenfeldern Verwaltungsreform, Regionalplanung, Stadtentwicklung, Baurecht, Wohnen und Verkehr befasst und hierzu zahlreiche Beiträge veröffentlicht. Dabei orientierte er sich stets an den Leitbildern dezentraler Raum- und Verwaltungsstrukturen, der kommunalen Selbstverwaltung und dem Leitbild der Europäischen Stadt mit Nutzungsmischung und kurzen Wegen.

## Veröffentlichungen
(Quelle:)
- Für eine Wende in der Verkehrspolitik, in: der städtetag 1994, S. 657 f.
- Die Europäische Stadt, in: Festschrift für Michael Krautzberger „Nachhaltige Stadt- und Raumentwicklung“, Beck-Verlag, München 2008, S. 119–128
- Interkommunale Zusammenarbeit – nur sektoral oder in Städteregionen?, in: Festschrift für Bernhard Stüer „Bau-und Fachplanungsrecht“, Beck-Verlag, München 2013, S. 525–530
- Perspektiven für die Europäische Stadt – Neun Handlungsanforderungen, in: Forum Wohnen und Stadtentwicklung, Heft 1/2018, S. 46–50
- Kommentar zur Landesbauordnung Nordrhein-Westfalen, Loseblatt, 3 Bände, 1985–1999
- „Baugesetzbuch für Planer im Bild“, 4. Aufl., Köln 2014
- „Handbuch der kommunalen Verkehrsplanung“, (gemeinsam mit Bracher, Holzapfel, Huber, Reutter, Schwedes u. a.) 4 Bände, Bonn 1992 ff.
- „InfrastrukturRecht“, Beck-Verlag, München (als Mitherausgeber)
- „Aktuelle Herausforderungen der Stadtentwicklung“, in: Texte zur Stadtbaukunst 2018, Institut der Stadtbaukunst Bremen